# Ніч лагідна
«Ніч лагідна» — четвертий і останній завершений роман американського письменника Френсіса Скотта Фіцджеральда. Події роману 1934 року відбуваються на Французькій Рив'єрі наприкінці епохи джазу описують зліт і падіння Діка Дайвера, перспективного молодого психіатра, та його дружини Ніколь, яка є однією з його пацієнток. Історія відображає події з життя автора та його дружини Зельди Фіцджеральд, коли Дік починає занурюватися в алкоголізм, а Ніколь бореться з психічним захворюванням.
Фіцджеральд розпочав роботу над романом у 1925 році після публікації свого третього роману «Великий Гетсбі». Під час тривалого процесу написання психічний стан його дружини швидко погіршувався, і їй знадобилася тривала госпіталізація через суїцидальні та вбивчі схильності. Після госпіталізації в Балтиморі, штат Меріленд, автор орендував маєток Ла Пе в передмісті Тоусона, щоб бути ближче до дружини, і продовжував працювати над рукописом.
Працюючи над книгою, Фіцджеральд зіткнувся з фінансовими труднощами та багато пив. Він тримався на плаву, позичаючи гроші у свого редактора Макса Перкінса та свого агента Гарольда Обера, а також пишучи оповідання для комерційних журналів. Фіцджеральд завершив роботу восени 1933 року, а журнал «Scribner's Magazine» опублікував роман у чотирьох частинах між січнем і квітнем 1934 року, перш ніж він був опублікований 12 квітня 1934 року. Хоча художник Едвард Шентон ілюстрував серіалізацію, він не розробляв дизайн обкладинки книги. Обкладинка була роботи невідомого художника, і Фіцджеральду вона не сподобалася. Назва взята з поеми «Ода солов'ю» Джона Кітса.
Було опубліковано дві версії роману. Перша версія, опублікована в 1934 році, використовує флешбеки; друга, перероблена версія, підготовлена другом і критиком Фіцджеральда Малкольмом Коулі на основі нотаток до переробки, залишених Фіцджеральдом, розташована в хронологічному порядку та була вперше опублікована посмертно в 1948 році.  Критики припускають, що перегляд Коулі був здійснений через негативні відгуки про часову структуру першої версії книги.
Фіцджеральд вважав «Ніч лагідна» своїм шедевром. Хоча після виходу цей роман отримав стриману реакцію, з роками його популярність зростала, і зараз його вважають одним із найкращих творів Фіцджеральда.  У 1998 році видання «Сучасна бібліотека» поставило його на 28-ме місце у своєму списку 100 найкращих англомовних романів 20-го століття.

## Сюжет

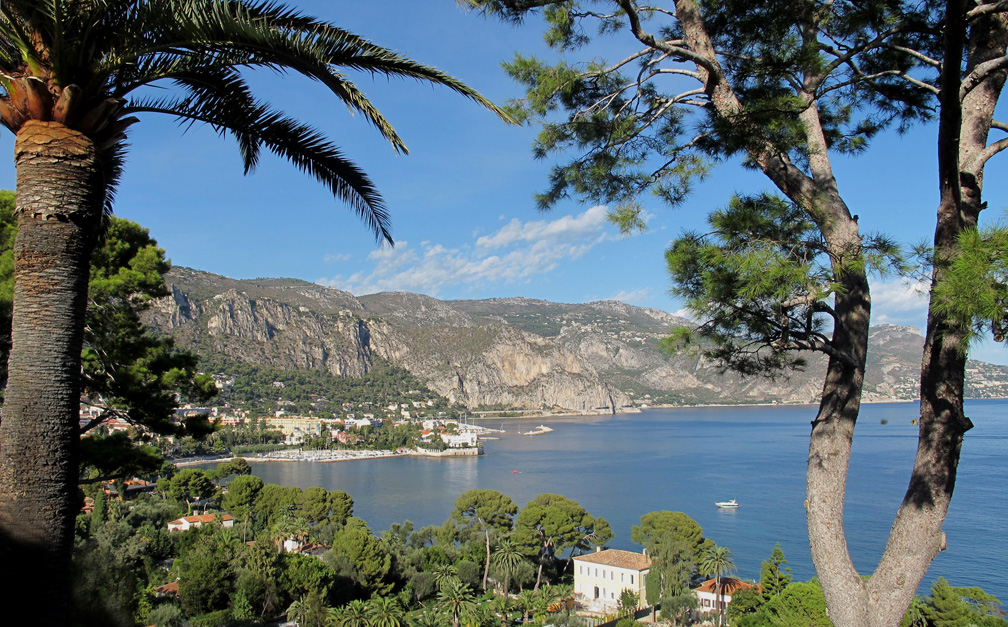
Французька Рив'єра слугує місцем дії першої третини роману.

Дік і Ніколь Дайвер — гламурна пара, що орендує віллу на півдні Франції та оточує себе групою американських емігрантів. Розмарі Хойт, 17-річна акторка, та її мати зупинилися на сусідньому курорті. Розмарі закохується в Діка та зближується з Ніколь.
Розмарі відчуває, що з парою щось не так, і її підозри підтверджуються, коли інша гостя вечірки, Вайолет Маккіско, повідомляє, що була свідком нервового зриву Ніколь у ванній кімнаті. Томмі Барбан, ще один гість, стає на захист Ніколь і наполягає на тому, що Вайолет бреше. Розлючений цим звинуваченням, чоловік Вайолет, Альберт, влаштовує дуель з Барбаном на пляжі, але обидва промахуються. Після цих подій Дік, Ніколь, Розмарі та інші залишають Французьку Рив'єру.
Невдовзі, Розмарі стає постійною супутницею Діка та Ніколь у Парижі. Вона намагається спокусити Діка у своєму готельному номері, але він відхиляє її залицяння, хоча й зізнається, що кохає її. Значно пізніше темношкірого чоловіка на ім'я Джулс Петерсон знаходять убитим у ліжку Розмарі в готелі, що може призвести до скандалу, здатного зруйнувати кар'єру Розмарі. Дік виносить залите кров’ю тіло з кімнати, щоб приховати будь-які натяки на сексуальні стосунки між Розмарі та Петерсоном.
У розповіді відбувається флешбек. Навесні 1917 року Дік Дайвер — перспективний молодий лікар — відвідує психопатолога Франца Грегоровіуса в Цюриху, Швейцарія. Під час візиту до Франца він зустрічає пацієнтку на ім'я Ніколь Воррен, заможну молоду жінку, сексуальне насильство з боку батька якої призвело до неврозу.
Протягом певного часу вони обмінюються листами. З дозволу Франца, який вважає, що дружба з Діком корисна для благополуччя Ніколь, вони починають зустрічатися. У міру того, як лікування прогресує, Ніколь закохується в Діка, у якого, своєю чергою, розвивається синдром Флоренс Найтінгейл. Він вирішує одружитися з Ніколь, щоб забезпечити їй тривалу емоційну стабільність.
Франц пропонує Діку партнерство у швейцарській психіатричній клініці, і Ніколь використовує свої кошти, щоб оплатити підприємство. Після смерті батька Дік вирушає до Америки на похорон, а потім до Риму в надії побачити Розмарі. Вони починають короткий роман, який закінчується раптово та болісно. Розбитий горем Дік потрапляє в бійку з італійською поліцією та зазнає фізичного побиття. Сестра Ніколь допомагає йому вибратися з в'язниці. Після цього публічного приниження його початковий алкоголізм посилюється. Коли його алкоголізм загрожує його медичній практиці, частку Діка в клініці за пропозицією Франца викуповують американські інвестори.
Шлюб Діка та Ніколь розпадається, оскільки він не може забути Розмарі, що стала успішною голлівудською зіркою. Ніколь дистанціюється від Діка, оскільки його самовпевненість і дружелюбність перетворюються на сарказм і грубість по відношенню до всіх. Його постійне незадоволення собою і думки про те, ким він міг би бути, підживлюють його алкоголізм, і Діка стає ніяковим у соціальних та сімейних ситуаціях. Самотня Ніколь зав'язує роман з Томмі Барбаном.  Пізніше вона розлучається з Діком і одружується зі своїм коханцем.

## Головні персонажі
- Річард «Дік» Дайвер – перспективний молодий психіатр та випускник Єльського університету, який одружується зі своєю пацієнткою Ніколь Дайвер та стає алкоголіком.[14]
- Ніколь Дайвер (до шлюбу Воррен) – заможна пацієнтка психіатричної лікарні, яка стала жертвою інцесту та стала дружиною Діка Дайвера.[15] Персонажку засновано на Зельді Фіцджеральд.[15]
- Розмарі Хойт – вісімнадцятирічна голлівудська акторка, яка закохується в Діка Дайвера. [16] Персонажку засновано на Лоїс Моран.[17]
- Томмі Барбан – франко-американський найманець, з яким у Ніколь Дайвер зав'язується роман.[18] Персонажа засновано на французького льотчика Едуара Жозана та італо-американського піаніста-композитора Маріо Браджотті.[18][19]
- Франц Грегоровіус – швейцарський психопатолог клініки Домлера, який знайомить молодого Діка Дайвера зі своєю пацієнткою Ніколь Воррен.[20]
- Бет «Малюк» Воррен – стара діва, старша сестра Ніколь, яка не схвалює її шлюб з Діком Дайвером.[21]
- Ейб Норт – композитор-алкоголік, якого пізніше вбивають у нью-йоркському підпільному барі.[22] Персонажа засновано на творах Рінґа Ларднера та Чарльза Макартура.[22]
- Мері Норт – дружина Ейба Норта, що розлучається з ним, одружується знову і стає багатою графинею Мінгетті. [22]
- Альберт Маккіско – американський романіст, який виграє дуель проти Томмі Барбана.[23] За мотивами роману Роберта МакАлмона.[23]
- Вайолет Маккіско – дружина Альберта Маккіско, яка виявляє божевілля Ніколь і намагається очорнити її репутацію.[23]
- Джулс Петерсон – чорношкірий чоловік зі Скандинавії, що допомагає Ейбу Норту, і якого пізніше знаходять мертвим у готельному номері Розмарі Хойт. [24]

## Історія написання

### Перебування в Європі
Перебуваючи за кордоном у Європі, Ф. Скотт Фіцджеральд почав писати свій четвертий роман майже через три тижні після публікації «Великого Гетсбі» у квітні 1925 року. Він планував розповісти історію Френсіса Меларкі, молодого голлівудського техніка, який відвідує Французьку Рив'єру зі своєю владною матір'ю. Френсіс потрапляє в коло чарівних американських емігрантів, емоційно розпадається та вбиває свою матір. Попередні назви роману Фіцджеральда були «Всесвітня виставка», «Наш тип» та «Хлопчик, який убив свою матір». Персонажі чарівних американських емігрантів були засновані на знайомих Фіцджеральда Джеральді та Сарі Мерфі та отримали імена Сета та Діни Пайпер. Френсіс мав закохатися в Діну, що мало призвести до його занепаду.
Фіцджеральд написав п'ять чернеток цієї ранньої версії роману у 1925 та 1926 роках, але не зміг її завершити. Майже все, що він написав, увійшло до завершеної роботи у зміненому вигляді. Прибуття Френсіса на Рив'єру з матір'ю та його знайомство з Пайперами перепліталося було замінено прибуттям Розмарі Хойт з матір'ю та її знайомством з Діком та Ніколь Дайвер. Персонажі, створені в цій ранній версії, збереглися до останньої версії роману, зокрема Ейб та Мері Норт (спочатку Грант) і подружжя Маккіско.
Кілька інцидентів, таких як приїзд Розмарі та ранні сцени на пляжі, її візит до кіностудії «Рів’єра» та вечеря на віллі Дайверів, з’явилися в цій оригінальній версії, але з Френсісом у ролі враженого стороннього, яку пізніше виконала Розмарі. Сцена, в якій поліція б'є п'яного Діка в Римі, також була описана в цій першій версії та базується на реальному інциденті, який стався з Фіцджеральдом у Римі в 1924 році.

### Повернення до Америки
Після певного моменту Фіцджеральд зайшов у глухий кут у своїй роботі над романом. Він, Зельда та їхня дочка Скотті повернулися до Сполучених Штатів у грудні 1926 року після кількох років, проведених у Європі. Кінопродюсер Джон В. Консідайн-молодший запросив Фіцджеральда до Голлівуду в його золотий вік, щоб написати комедію- флеперку для United Artists. Він погодився і в січні 1927 року разом із Зельдою переїхав до бунгало, що належало студії. У Голлівуді Фіцджеральди відвідували вечірки, де танцювали та спілкувалися з кінозірками.
Під час розкішної вечірки в маєтку Пікфер Фіцджеральд познайомився з 17-річною Лоїс Моран, зіркою, яка здобула широку популярність завдяки своїй ролі у фільмі «Стелла Даллас» (1925). Відчайдушно прагнучи інтелектуальної розмови, Моран і Фіцджеральд годинами обговорювали літературу та філософію, сидячи на сходах. Фіцджеральду був 31 рік, і розквіт його сил уже був позаду, але закохана Моран вважала його витонченим, красивим та обдарованим письменником, і тому продовжула стосунки з ним. Старлетка стала музою для автора, і надихнула його на створення оповідання «Магнетизм», у якому молода голлівудська кінозірка змушує одруженого письменника похитнутися у його відданості дружині, а також образу Розмарі Хойт — однієї з центральних героїнь роману «Ніч ніжна».
Заздрячи стосункам Фіцджеральда з Моран, розлючена Зельда підпалила свій дорогий одяг у ванні, як акт саморуйнації. Вона зневажливо ставилася до Моран, називаючи її «їжею для сніданку, яку багато чоловіків ототожнювали з тим, чого їм не вистачало в житті». Стосунки Фіцджеральда з Моран ще більше загострили подружні труднощі Фіцджеральдів, і лише після двох місяців у Голлівуді нещасна пара вирушила до Делаверу в березні 1927 року.
Фіцджеральд забезпечував себе та свою родину наприкінці 1920-х років прибутковими оповіданнями для таких престижних журналів, як Saturday Evening Post, але залишався нездатним просуватися в роботі над романом. Приблизно у 1929 році він спробував по-новому підійти до матеріалу, почавши з історії про голлівудського режисера Лью Келлі, його дружину Ніколь, та молоду акторку на ім'я Розмарі. Фіцджеральд завершив лише два розділи цієї версії.

### Психічне захворювання Зельди
До весни 1929 року Фіцджеральди повернулися до Європи, і в Парижі Зельда заглибилася в практичне вивчення балету, яке перетворилося на цілодобову одержимість, що збіглося з погіршенням психічного здоров'я Зельди. Під час автомобільної поїздки до Парижа гірськими дорогами Гранд-Корніш Зельда схопила кермо автомобіля та намагалася вбити себе, Френсіса та їхню 9-річну доньку Скотті, з'їхавши з обриву. Після цієї спроби вбивства Зельда звернулася за психіатричною допомогою, і лікарі поставили їй діагноз шизофренія у червні 1930 року. Біограф Зельди, Ненсі Мілфорд, цитує сучасний психіатричний діагноз доктора Оскара Фореля:
Шукаючи ліків від своєї психічної хвороби, подружжя вирушило до Швейцарії, де Зельда пройшла подальше лікування в клініці. Психічна хвороба Зельди, що загострювалася, та смерть батька Фіцджеральда в 1931 році пригнітили автора. Спустошений цими подіями, алкоголік Фіцджеральд оселився в передмісті Балтимора, де орендував маєток La Paix у архітектора Баярда Тернбулла. Він вирішив, що остаточний сюжет роману буде пов'язаний з молодим чоловіком з великим потенціалом, який одружується з психічно хворою жінкою та впадає у відчай та алкоголізм, коли їхній приречений шлюб розпадається. 

### Остаточний варіант та публікація
Фіцджеральд написав остаточну версію роману у 1932 та 1933 роках. Він включив майже все, що написав для попереднього варіанту роману, а також запозичив ідеї та фрази з багатьох оповідань, які написав за роки після завершення «Великого Гетсбі». Зрештою, він вклав у «Ніч лагідна» усе, що мав — свої почуття щодо змарнованого таланту та самоусвідомлення професійної невдачі; свою ворожість до батьків; свій шлюб із Зельдою та її психічне захворювання; своє захоплення акторкою Лоїс Моран та роман Зельди з французьким льотчиком Едуаром Жозаном.
Фіцджеральд завершив роботу восени 1933 року, і вона була опублікована в журналі Scribner's Magazine у чотирьох частинах з січня по квітень 1934 року. Хоча Едвард Шентон надав ілюстрації до серіалізації, він не був відповідальним за дизайн обкладинки книги, який був створений невідомим художником і не сподобався Фіцджеральду. Назва роману була натхненна віршем Джона Кітса «Ода солов'ю».

## Критичний прийом

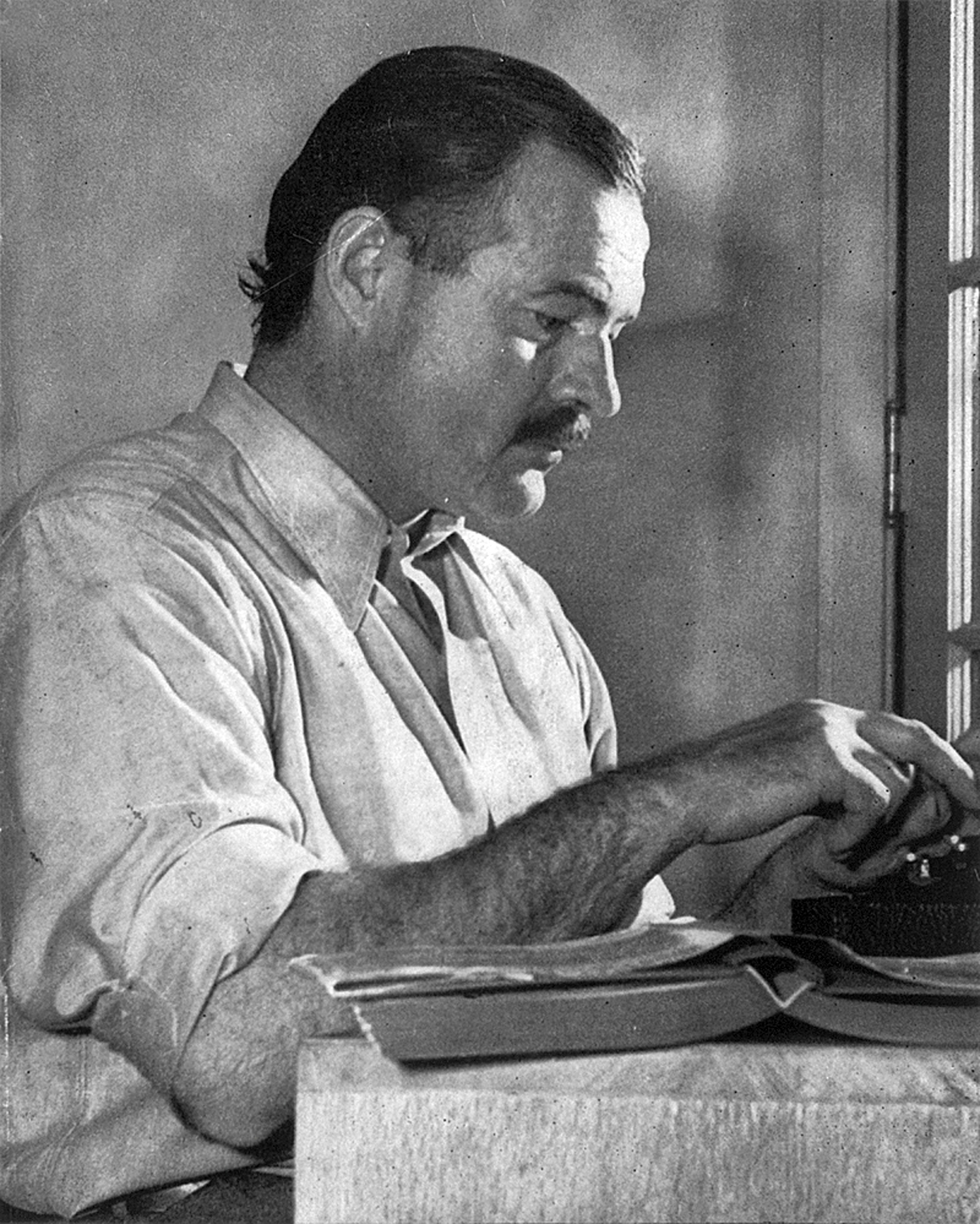
Ернест Хемінгуей вважав, що негативна реакція літературних критиків на роман Фіцджеральда пояснюється статусом Фіцджеральда як символу надмірностей епохи джазу.

Фіцджеральд вважав цей роман своїм шедевром і вірив, що він затьмарить визнання його попередніх творів. Натомість він отримав неоднозначну реакцію публіки та критиків. Один з оглядів книги в «Нью-Йорк Таймс» критика Дж. Дональда Адамса був особливо різким:
"Погані новини найкраще випалити одразу: «Ніч ніжна» — це розчарування. Хоча вона демонструє найпривабливіші якості містера Фіцджеральда, її слабкості здаються невикорінними, бо вони присутні в рівній мірі та в незменшеній формі... Його нова книга розумна та блискуче викладена, але вона не є твором мудрого та зрілого романіста."
На противагу негативній рецензії в «Нью-Йорк Таймс», критик Берк Ван Аллен назвав роман шедевром у рецензії в «Бруклін Дейлі Ігл» у квітні 1934 року:
"Окрім містера Фіцджеральда, жоден американський романіст... не написав чотирьох романів, жоден з яких не був би поганим, з постійно зростаючим майстерним володінням своїм складом та регулярно зростаючою чутливістю до естетичних цінностей життя. Скотт Фіцджеральд зростає, і його література народжувалася вражаючою... Різноманітність настроїв, з якою він чотири рази досягав... надзвичайна. Настрій у «По цей бік раю» був мстивим і бунтівним; у «Прекрасні й приречені» — кислим і сатиричним; у «Гетсбі» — прямолінійним і трагічним, неминучим, а в «Ніч ніжна» він забарвлений цивілізованою та ранячою жорстокістю. Необхідно сказати, що я, рецензент, ніколи раніше не використовував це суворе слово в друкованому вигляді: шедевр."
Через три місяці після публікації «Ніч ніжна» було продано лише 12 000 примірників, тоді як за той самий час було продано понад 50 000 примірників «По цей бік раю». Незважаючи на низку позитивних відгуків, склався консенсус, що атмасфера та тематика епохи джазу застаріли та нецікаві для читачів. Несподіваний провал роману пантеличив Фіцджеральда до кінця його життя.
Виникали різні гіпотези щодо того, чому роман не отримав теплішого сприйняття після виходу. Друг Фіцджеральда, письменник Ернест Хемінгуей, висловив думку, що критики спочатку були зацікавлені лише в аналізі його слабких сторін, а не в належній оцінці його переваг. Він стверджував, що така надмірно різка критика пояснюється поверховим тлумаченням матеріалу та реакції Америки часів Великої депресії проти Фіцджеральда як символу надмірностей епохи джазу. У пізніші роки життя Хемінгуей перечитав твір і зазначив, що, озираючись назад, «"Ніч лагідна" стає все кращою і кращою».

## Посмертна переоцінка
Після смерті Фіцджеральда в 1940 році критичне визнання роману неухильно зростало. Пізніші критики описали його як «вишукано створений художній твір» та «один з найвидатніших американських романів». Зараз його широко вважають одним із найдосконаліших творів Фіцджеральда, причому деякі погоджуються з оцінкою автором, цього твору як кращого, за «Великого Гетсбі».
Кілька критиків інтерпретували роман як феміністичний твір і стверджували, що патріархальні погляди реакційних 1930-х років лежать в основі критичного відкидання. Вони відзначали паралелі між Діком Дайвером та Джеєм Гетсбі, причому багато хто вважав роман, і особливо персонажа Дайвера, найскладнішим з емоційної та психологічної точки зору твором Фіцджеральда.
Крістіан Мессенджер стверджує, що книга Фіцджеральда ґрунтується на підтримуючих сентиментальних фрагментах: «На естетичному рівні, опрацювання Фіцджеральдом порушених передумов та риторики сентименту в «Ніжній» сповіщає про тріумф модернізму в його спробі підтримати свої сентиментальні фрагменти та відданість у нових формах». Він називає «Ніч ніжна» «найбагатшим романом Ф. Скотта Фіцджеральда, сповненим яскравих персонажів, чудової прози та шокуючих сцен», і звертає увагу на використання Славоєм Жижеком книги для ілюстрації нелінійної природи досвіду.

## Адаптації
У 1955 році годинна адаптація транслювалася в прямому ефірі на каналі CBS у шоу «Front Row Center», спонсорованому General Electric, за участю Мерседес Маккембрідж у ролі Ніколь Дайвер. Діка Дайвера зіграв Джеймс Дейлі.[джерело?] Телефільм був написаний Вітфілдом Куком, а режисером і продюсером був тодішній чоловік Маккембрідж, Флетчер Маркл. У фільмі звучала оригінальна музика видатного композитора Девіда Раксіна. Оглядач «Нью-Йорк Таймс» Джон П. Шенлі розкритикував його як «невдалу концепцію» та «непростиме трактування роботи обдарованого автора».
У 1962 році вийшла екранізація з Джейсоном Робардсом у ролі Діка Дайвера та Дженніфер Джонс у ролі Ніколь Дайвер. Пісня «Tender Is the Night» із саундтреку до фільму була номінована на премію «Оскар» за найкращу пісню 1962 року.
Два десятиліття потому, у 1985 році, телевізійний міні-серіал на основі книги був спільно випущений BBC, 20th Century Fox Television та Showtime Entertainment. У міні-серіалі знялися Пітер Штраус у ролі Діка Дайвера, Мері Стінбурген у ролі Ніколь Дайвер та Шон Янг у ролі Розмарі Хойт.
У 1995 році в театрі «Фаунтин» у Лос-Анджелесі було поставлено сценічну адаптацію Саймона Леві. Він отримав літературну премію PEN у галузі драматургії та кілька інших нагород.
Балет Бориса Ейфмана 2015 року «Вгору і вниз» частково заснований на романі.

### Цитовані роботи
- 100 Best Novels. Modern Library. New York City. 2010. Процитовано 27 грудня 2021.
- 100 Best Novels. Radcliffe Publishing. New York City. 2010. Архів оригіналу за 15 жовтня 2010. Процитовано 27 грудня 2021.
- Adams, J. Donald (15 квітня 1934). Scott Fitzgerald's Return to the Novel. The New York Times (вид. Sunday). New York City. с. B7 (46). Процитовано 30 квітня 2022.
- Archer, Eugene (8 червня 1961). 'Tender Is The Night' On The Cote D'azur. The New York Times. New York City. Процитовано 27 грудня 2021.
- Bate, Jonathan (September 2021). Bright Star, Green Light: The Beautiful Works and Damned Lives of John Keats and F. Scott Fitzgerald. New Haven, Connecticut: Yale University Press. ISBN 978-0-300-25657-4 — через Google Books.
- Benn, Melissa (7 березня 2008). Book of a Lifetime: Tender Is the Night, by F. Scott Fitzgerald. The Independent. London, United Kingdom. Процитовано 27 грудня 2021.
- Bleiberg, Laura (6 червня 2015). With Fitzgerald adaptation 'Up & Down,' Eifman succeeds on his own, melodramatic terms. The Los Angeles Times. El Segundo, California. Процитовано 27 грудня 2021.
- Bloom, Harold (1999). James, Pearl (ред.). F. Scott Fitzgerald. Broomall, Pennsylvania: Chelsea House Publishers. ISBN 978-1-4381-3993-7 — через Google Books.
- Bruccoli, Matthew J.; Baughman, Judith S. (1996). Reader's Companion to F. Scott Fitzgerald's Tender Is the Night. Columbia, South Carolina: University of South Carolina Press. ISBN 978-1-57003-223-3. LCCN 62-14379 — через Internet Archive.
- Bruccoli, Matthew J. (2002) [1981]. Some Sort of Epic Grandeur: The Life of F. Scott Fitzgerald (вид. 2nd rev.). Columbia, South Carolina: University of South Carolina Press. ISBN 978-1-57003-455-8 — через Internet Archive.
- Bruccoli, Matthew J. (1963). The Composition of Tender Is the Night: A Study of the Manuscripts. Pittsburgh, Pennsylvania: University of Pittsburgh Press. LCCN 62014379 — через Google Books.
- Buller, Richard (2005). F. Scott Fitzgerald, Lois Moran, and the Mystery of Mariposa Street. The F. Scott Fitzgerald Review. University Park, Pennsylvania: Penn State University Press. 4: 3—19. doi:10.1111/j.1755-6333.2005.tb00013.x. JSTOR 41583088. Процитовано 27 грудня 2021.
- Cowley, Malcolm (20 серпня 1951). F. Scott Fitzgerald Thought This Book Would Be the Best American Novel Of His Time. The New Republic. New York City. ISSN 0028-6583. Процитовано 27 грудня 2021.
- Daniel, Anne Margaret (25 серпня 2021). The Odd Couple: John Keats and F. Scott Fitzgerald. The Spectator. London, United Kingdom. Процитовано 27 грудня 2021.
- Donaldson, Scott (1983). Fool for Love: F. Scott Fitzgerald. New York: Congdon & Weed. ISBN 0-312-92209-4 — через Internet Archive.
- Fitzgerald, F. Scott (1963). Turnbull, Andrew (ред.). The Letters of F. Scott Fitzgerald. New York: Charles Scribner's Sons. LCCN 63-16755 — через Internet Archive.
- Kennedy, Gerald (1993). Imagining Paris: Exile, Writing, and American Identity. New Haven, Connecticut: Yale University Press. ISBN 978-0-300-06102-4 — через Internet Archive.
- Luong, Merry B. (23 квітня 2010). A Woman's Touch in F. Scott Fitzgerald's Tender Is the Night. Georgia State University (Дипломна робота). Atlanta, Georgia. Процитовано 27 грудня 2021.
- Mencken, H. L. (1989). Fecher, Charles A. (ред.). The Diary of H. L. Mencken. New York: Alfred A. Knopf. ISBN 0-394-56877-X — через Internet Archive.
- Messenger, Christian (2015). Tender Is the Night and F. Scott Fitzgerald's Sentimental Identities. Tuscaloosa, Alabama: University of Alabama Press. ISBN 978-0-8173-1853-6 — через Google Books.
- Meyer, Dick (7 травня 2009). 100 Years, 100 Novels, One List. National Public Radio. Washington, D.C. Процитовано 27 грудня 2021.
- Milford, Nancy (1970). Zelda: A Biography. New York: Harper & Row. LCCN 66-20742 — через Internet Archive.
- Mizener, Arthur (1951) [1949]. The Far Side of Paradise: A Biography of F. Scott Fitzgerald. Boston, Massachusetts: Riverside Press — через Internet Archive.
- O'Connor, John J. (29 жовтня 1985). 'Tender Is the Night' On Showtime. The New York Times. New York City. Процитовано 27 грудня 2021.
- Prigozy, Ruth, ред. (2002). The Cambridge Companion to F. Scott Fitzgerald. Cambridge, England: Cambridge University Press. ISBN 978-0-521-62474-9 — через Google Books.
- Rascoe, Burton (7 вересня 1955). TV First Nighter. Buffalo Evening News. Buffalo, New York. с. 48 — через Newspapers.com.
- Schorer, Mark (1967). Fitzgerald's Tragic Sense. New York: Collier's.
- Shanley, J.P. (7 вересня 1955). TV: 'Tender Is the Night'. The New York Times. New York City. с. 63.
- Stern, Milton (1970). The Golden Moment: The Novels of F. Scott Fitzgerald. Champaign, Illinois: University of Illinois Press. ISBN 0-252-00107-9. LCCN 70-110422 — через Internet Archive.
- Tate, Mary Jo (1998) [1997]. F. Scott Fitzgerald A to Z: The Essential Reference to His Life and Work. New York: Facts On File. ISBN 0-8160-3150-9 — через Internet Archive.
- Turnbull, Andrew (1962) [1954]. Scott Fitzgerald. New York: Charles Scribner's Sons. LCCN 62-9315 — через Internet Archive.
- Van Allen, Burke (22 квітня 1934). Almost a Masterpiece: Scott Fitzgerald Produces a Brilliant Successor to 'The Great Gatsby'. The Brooklyn Daily Eagle (вид. Sunday). Brooklyn, New York. с. 83. Процитовано 16 травня 2022 — через Newspapers.com.
- Zinoman, Jason (16 липня 2006). 'Gatz' and 'The Great Gatsby' Vie for Broadway Stages. The New York Times. New York City. Процитовано 27 грудня 2021.